# StG 45(M)
StG 45(M) — німецький дослідний автоматичний карабін (штурмова гвинтівка) останніх місяців Другої світової війни.

## Історія розробки і виробництва
Німецька збройова компанія Mauser Werke почала розробку нової штурмової гвинтівки ще в середині Другої світової війни. Керував розробкою інженер Людвіг Форгрімлер (Ludwig Vorgrimler), а сам проект отримав кодове позначення «Gerät 06» («Прилад 06»). 
Спочатку в новому зразку автоматичної зброї використовувалася схема з газовідвідною автоматикою і жорстким замиканням ствола за допомогою пари роликів, по типу кулемета MG-42. Ця схема вже в післявоєнний період також використовувалася в декількох експериментальних автоматах в різних країнах, але в усіх випадках не прижилася через надмірну складність. В результаті співробітниками аналітичного відділу фірми Маузер була розроблена схема автоматики з напіввільним затвором, що використовують пару роликів для його гальмування в початковий період пострілу. 
На початку 1945 року на фірмі Маузер були створені кілька прототипів автомата «Gerät 06Н» з напіввільним затвором. Останній отримав офіційне позначення Sturmgewehr 45 (Stg.45), і компанія Маузер отримала офіційне замовлення на її виробництво, але Німеччина капітулювала перш, аніж почати серійне виробництво цього автомата. 
Потрібно відзначити, що порівняно з першим німецьким серійним автоматом Stg.44 новий автомат Stg.45 забезпечував майже 50% економію ресурсів при його виробництві, і був помітно легшим.

### Повоєнна історія
По закінченні другої світової війни один з творців Stg.45(M) Людвіг Форгрімлер втік до Франції, а потім, на початку 1950-х років він переїхав в Іспанію, де на іспанській державній компанії СЕТМЕ   довів свою конструкцію до серійного виробництва. Однак, найвідомішим «нащадком» Маузерівського «Приладу 06» стало сімейство стрілецької зброї німецької фірми Хеклер-Кох, що включає в себе автоматичні (штурмові) гвинтівки HK G3, пістолети-кулемети HK MP5 і ще цілий ряд зразків, частина з яких випускається і понині.

## Будова і улаштування
StG 45(M) побудовано на основі автоматики з напіввільним затвором.
Уповільнення відкриття затвора здійснюється за допомогою пари роликів, розташованих між відносно легкою бойовою личинкою затвора і масивним тілом затвора. У момент пострілу тіло затвора під тиском поворотної пружини знаходиться в крайньому передньому положенні, і своєю скошеною передньою частиною витісняє ролики з затвора назовні, в пази в муфті ствола. У момент пострілу під тиском порохових газів на дно гільзи бойова личинка починає рухатися назад, тягнучи за собою встановлену в ній пару роликів. При цьому за рахунок конфігурації пазів в муфті ствола ролики як би вдавлюються в затвор, діючи на скошену передню частину тіла затвора і тим самим змушуючи її рухатися назад відносно бойової личинки. За рахунок більшої маси тіла затвора і відповідної конфігурації деталей в початковий момент пострілу бойова личинка рухається досить повільно, а основна частина роботи порохових газів йде на розгін масивного тіла затвора. Ролики повністю «прибираються» в затвор тільки до того моменту, коли тиск в стволі спаде до безпечних значень. Після цього моменту вся затворна група (личинка та тіло затвора) рухаються назад як єдине ціле, витягуючи стріляну гільзу і на зворотному шляху подаючи в ствол новий патрон.
- Ствольна коробка Stg.45 виконана із штампованих сталевих деталей з широким використанням зварювання,
- Розташований з лівого боку ствольної коробки перемикач режимів стрільби одночасно виконував і функції запобіжника.
- З лівого боку перебувала і рукоятка затвора.

Прицільні пристосування забезпечували ведення стрільби на відстані до 600 м. 
- ударно-спусковий механізм курковий, забезпечує ведення вогню одиночними пострілами і чергами.
- Приклад дерев'яний, виконаний за так званою лінійною схемою, при якій сили віддачі діють на плече стрільця лінійно, зменшуючи підкидання ствола.

При такій схемі доводиться піднімати прицільні пристосування над стволом, що в поєднанні з досить довгим магазином на 30 патронів істотно збільшує профіль стрільця під час стрільбі з положення лежачи. Тому спеціально для StG 45(M) крім штатних магазинів на 30 патронів були розроблені і укорочені магазини на 10 патронів.
При розбиранні приклад від'єднувався спеціальною шпилькою позаду пістолетної рукоятки і виймався назад разом із зворотньою пружиною.
В StG 45(M) відсутня кришка ствольної коробки (як в StG 44 чи АК); в момент стрільби на вповільнених кадрах чітко видно взаємодію елементів затвора при екстракції гільзи і досиланні чергового патрона.